# Hail to the King: Deathbat (Original Video Game Soundtrack)
Hail to the King: Deathbat (Original Video Game Soundtrack) è una colonna sonora del gruppo musicale statunitense Avenged Sevenfold, pubblicata il 27 gennaio 2015 dalla Warner Bros. Records.

## Il disco
Contiene dieci brani presenti all'interno del videogioco Hail to the King: Deathbat, creato dal gruppo e distribuito nel corso del 2014.

## Tracce
1. Andronikos Theme – 4:16
2. Nightmare Theme – 5:04
3. Unholy Theme – 5:10
4. Bat Country Theme – 4:40
5. Babylon Theme – 4:43
6. Afterlife Theme – 4:53
7. Heaven Theme – 4:51
8. Wicked End Theme – 4:31
9. Warrior Theme – 3:26
10. Andronikos Theme (8-Bit) – 1:33